# Tel Temes
Tel Temes (hebrejsky: תל תמס) je pahorek o nadmořské výšce – 112 metrů v severním Izraeli, v Charodském údolí.
Leží cca 2 kilometry severozápadně od města Bejt Še'an a 1,5 kilometru jižně od vesnice Sde Nachum. Má podobu nevýrazného odlesněného návrší, které vystupuje z roviny Charodského údolí. Jižně od pahorku protéká hlavní vodní osa údolí – Nachal Charod, do kterého západně od návrší od severu přitéká vádí Nachal Nachum. Okolí pahorku doplňují četné umělé vodní nádrže. Na jihozápad od Tel Temes vede přes Nachal Charod historicky významný most Kantara, stojící u pahorku Tel Bacul.